# Samthar (Staat)
Samthar war ein Fürstenstaat in der Region Bundelkhand von Britisch-Indien im heutigen Bundesstaat Uttar Pradesh. Seine Hauptstadt war der Ort Samthar. Nuni Shah Rajdhar unterstützte den Maharaja von Datia in einem Thronfolgestreit; deshalb erhielt sein Sohn Madan Singh Rajdhar im Jahre 1733 Samthar zu Lehen. Dessen Sohn Raja Ranjit Singh I. erklärte sich im Verlauf der Marathenkriege für unabhängig. Samthar war 1817–1947 britisches Protektorat. Raja Chhatar Singh (1864–96) wurde 1877 zum Maharaja erhoben.
Das Land hatte 1901 eine Fläche von 461 km² und 33.000 Einwohner. Am 4. April 1948 schloss sich Samthar der Fürstenunion Vindhya Pradesh an und vollzog am 1. Januar 1950 den Anschluss an Indien (siehe Geschichte Indiens) und wurde dem Bundesstaat Uttar Pradesh eingegliedert.